# Алон (бригада)
228-я пехотная бригада «Ало́н» (ивр. חטיבת אלון‎, также ивр. חטיבה 228‎) — резервная пехотная бригада Армии обороны Израиля. Структурно входит в состав дивизии «Ха-Мапац».
Бригада также известна как «Северная бригада  Нахаля» из-за того, что она формируется из резервистов-выходцев бригады «Нахаль» и подчиняется Северному военному округу.
В прошлом бригада была лёгкой пехотинской бригадой и входила в ныне расформированную 720-ю дивизию «Йехуда». Среди прочего, она принимала участие в операции «Защитная стена» под командованием полковника Рони Белкина, вступая в бои совместно со спецподразделением «Сайерет Маткаль».
Бригада была преобразована в пехотную бригаду в результате выводов по результатам Второй Ливанской войны. Процесс преобразования был завершен в 2012 году.

## Командиры бригады
| Имя            | Срок полномочий | Примечания                                          |
| -------------- | --------------- | --------------------------------------------------- |
| Ицхак Сегев    | 1983 — ?        |                                                     |
| Рони Белкин    | 2000-2002       | Командир бригады во время операции «Защитная стена» |
| Ярив Сандалон  |                 |                                                     |
| Йохай Бен-Ишай |                 |                                                     |
| Юваль Джерби   | 2008 — 2011     |                                                     |
| Ваджди Сархан  | 2011 — 2014     |                                                     |
| Элад Офштейн   | 2014 — 2016     |                                                     |
| Йехуда Ха-Коэн | 2016 — 2019     |                                                     |
| Барак Рубин    | 2019 — 2021     |                                                     |
| Эли Толедано   | 2021 — 2023     |                                                     |
| Илан Шапира    | с 2023          |                                                     |

## История
Зарождение бригады «Алон» происходило в 1970-х годах.
После Войны за независимость, во время которой бригада Голани отвечала за район южной долины реки Иордан и долины Бейт-Шеан, этот район был подчинен штабу 2-й бригады бригады Кармели, которая была расформирована после войны. В Синайской войне командование районом получила свежая 36-я дивизия «Гааш». Во время Шестидневной войны этот район находился под командованием бригады «Кинерет», а когда она был истощена, штабом резервной бригады стала территориальная бригада 612 «Ха-Амиким», которая защищала весь этот район также и во время войны Судного дня, когда он переместился под командование Центрального военного округа . В 1974 году 165-я пехотная бригада, сражавшаяся в войне 1933 года, была отделена от бригады «Ха-Амиким».
В территориальной бригаде 228, штаб которой находится в Цемахе, на основе жителей Иорданской долины и севера страны был создан отдельный резервный бригада, аварийные склады которой находились в деревне перед больницей Эмек в Афуле. Резервная бригада стала отдельной от территориальной бригады пехотной бригадой. Новая бригада получила название 172-я бригада и была подчинена 92-й дивизии, которая базировалась в «Детской деревне». В 1983 году было принято решение снова разделить 172-ю и 228-ю бригады. Бригада была переведена в Механэ-Амос и подчинена 85-й дивизии и снова стала называться 228-й бригадой.
В 1992 году 85-я региональная дивизия была расформирована, а бригада передана в состав дивизии «Йехуда».
В 1993 году номер бригады был изменён на 7228 (добавлено число 7), чтобы отделить штатную территориальную бригаду в Цемахе от резервной бригады в Механэ-Амосе.
Вслед за снижением угрозы безопасности в секторе территориальной бригады и изменениями в боевых порядках армии, проведенными в АОИ в начале первого десятилетия 2000-х годов, резервная бригада была передана Северному командованию, в 2003 году территориальная бригада «Цемах» была объединена с территориальой бригадой бригадой «Бекаа» и резервная бригада вернулась в нумеровании к номеру 228.
В конце 2012 года завершился процесс преобразования бригады в отдельную пехотную бригаду
Бригада участвовала в операции «Мир Галилее» и в операции «Защитная стена» .